# Luca Vincini
Luca Vincini (Torino, 10 agosto 2003) è un cestista italiano.

## Carriera

### Nazionale
Nel 2022 ha partecipato, con l'Italia under 20, agli Europei di categoria, conclusi al nono posto finale.